# Zarcero (tổng)
Zarcero là một tổng trong tỉnh Alajuela, Costa Rica. Tổng này có diện tích 155,13 km², dân số năm 2008 là 12368 người..